# Discografia di Lorenzo Fragola
La discografia di Lorenzo Fragola, cantautore pop italiano, è costituita da quattro album in studio (di cui uno in collaborazione con Mameli), un EP, ventuno singoli e diciotto video musicali (inclusi quelli come artista ospite), pubblicati dal 2014.

## Album in studio
| Anno                                                         | Titolo                                                                                                  | Classifiche | Certificazioni | Unità          |
| Anno                                                         | Titolo                                                                                                  | ITA         | Certificazioni | Unità          |
| ------------------------------------------------------------ | --- | ----------- | -------------- | -------------- |
| 2015                                                         | 1995 - Pubblicato: 31 marzo 2015 - Etichetta: Sony Music - Formati: CD, download digitale               | 1           | - ITA: Platino | - ITA: 50 000+ |
| 2016                                                         | Zero Gravity - Pubblicato: 11 marzo 2016 - Etichetta: Sony Music - Formati: CD, download digitale       | 1           | - ITA: Oro     | - ITA: 25 000+ |
| 2018                                                         | Bengala - Pubblicato: 27 aprile 2018 - Etichetta: Sony Music - Formati: CD, download digitale           | 4           |                |                |
| 2023                                                         | Crepacuore (con Mameli) - Pubblicato: 12 maggio 2023 - Etichetta: Columbia - Formati: download digitale | —           |                |                |
| "—" indica una pubblicazione non classificata in quel paese. | |             |                |                |

## Extended play
| Anno | Titolo                                                                                                  | Classifiche |
| Anno | Titolo                                                                                                  | ITA         |
| ---- | --- | ----------- |
| 2014 | Lorenzo Fragola - Pubblicato: 12 dicembre 2014 - Etichetta: Sony Music - Formati: CD, download digitale | 11          |

## Singoli

### Come artista principale
| Anno                                                         | Titolo                         | Classifiche | Certificazioni     | Unità           | Album di provenienza |
| Anno                                                         | Titolo                         | ITA         | Certificazioni     | Unità           | Album di provenienza |
| ------------------------------------------------------------ | ------------------------------ | ----------- | ------------------ | --------------- | -------------------- |
| 2014                                                         | The Reason Why                 | 1           | - ITA: Platino (2) | - ITA: 100 000+ | Lorenzo Fragola      |
| 2015                                                         | Siamo uguali                   | 8           | - ITA: Platino (2) | - ITA: 100 000+ | 1995                 |
| 2015                                                         | The Rest                       | —           |                    |                 | 1995                 |
| 2015                                                         | # Fuori c'è il sole            | 5           | - ITA: Platino (3) | - ITA: 150 000+ | 1995                 |
| 2015                                                         | Matriosca (feat. Two Fingerz)  | —           |                    |                 | La tecnica Bukowski  |
| 2016                                                         | Infinite volte                 | 7           | - ITA: Platino     | - ITA: 50 000+  | Zero Gravity         |
| 2016                                                         | La donna cannone               | —           |                    |                 | Zero Gravity         |
| 2016                                                         | Luce che entra                 | —           | - ITA: Oro         | - ITA: 25 000+  | Zero Gravity         |
| 2016                                                         | D'improvviso                   | 42          | - ITA: Platino (2) | - ITA: 100 000+ | Zero Gravity         |
| 2018                                                         | Bengala                        | 58          |                    |                 | Bengala              |
| 2018                                                         | Battaglia navale               | —           |                    |                 | Bengala              |
| 2018                                                         | Super Martina (feat. Gazzelle) | —           |                    |                 | Bengala              |
| 2021                                                         | Solero (con i The Kolors)      | —           |                    |                 | /                    |
| 2022                                                         | Attraverso (con Mameli)        | —           |                    |                 | Crepacuore           |
| 2022                                                         | Luna fortuna (con Mameli)      | —           |                    |                 | Crepacuore           |
| 2023                                                         | Testa x aria (con Mameli)      | —           |                    |                 | Crepacuore           |
| 2023                                                         | Happy (con Mameli)             | —           |                    |                 | Crepacuore           |
| 2025                                                         | 1xte1xme                       | —           |                    |                 | /                    |
| "—" indica una pubblicazione non classificata in quel paese. |                                |             |                    |                 |                      |

### Come artista ospite
| Anno                                                         | Titolo                                                               | Classifiche | Certificazioni     | Unità           | Album di provenienza |
| Anno                                                         | Titolo                                                               | ITA         | Certificazioni     | Unità           | Album di provenienza |
| ------------------------------------------------------------ | -------------------------------------------------------------------- | ----------- | ------------------ | --------------- | -------------------- |
| 2016                                                         | Scusa (Izi feat. Moses Sangare e Lorenzo Fragola)                    | —           |                    |                 | Fenice               |
| 2017                                                         | L'esercito del selfie (Takagi & Ketra feat. Lorenzo Fragola e Arisa) | 4           | - ITA: Platino (3) | - ITA: 150 000+ | /                    |
| 2019                                                         | Camera con vista (Federica Abbate feat. Lorenzo Fragola)             | —           |                    |                 | /                    |
| "—" indica una pubblicazione non classificata in quel paese. |                                                                      |             |                    |                 |                      |

## Altri brani entrati in classifica
| Anno | Titolo              | Classifiche | Album di provenienza |
| Anno | Titolo              | ITA         | Album di provenienza |
| ---- | ------------------- | ----------- | -------------------- |
| 2014 | Impossible          | 52          | Lorenzo Fragola      |
| 2014 | Cosa sono le nuvole | 60          | Lorenzo Fragola      |

## Collaborazioni
| Anno | Titolo                                     | Album di provenienza |
| ---- | ------------------------------------------ | -------------------- |
| 2016 | Io ti cercherò (Ron feat. Lorenzo Fragola) | La forza di dire sì  |
| 2016 | Rimani qui (Briga feat. Lorenzo Fragola)   | Talento              |

## Video musicali
| Anno | Titolo                         | Regista/i                                   |
| ---- | ------------------------------ | ------------------------------------------- |
| 2015 | The Reason Why                 | Cosimo Alemà                                |
| 2015 | Siamo uguali                   | Mauro Russo                                 |
| 2015 | The Rest                       | Mauro Russo                                 |
| 2015 | # Fuori c'è il sole            | Mauro Russo                                 |
| 2015 | Matriosca                      | The Astronauts                              |
| 2016 | Infinite volte                 | YouNuts! (Antonio Usbergo e Niccolò Celaia) |
| 2016 | D'improvviso                   | Luca Tartaglia                              |
| 2016 | Weird                          | Luca Tartaglia                              |
| 2016 | Zero Gravity                   | Luca Tartaglia                              |
| 2016 | Luce che entra                 | Gaetano Morbioli                            |
| 2016 | Scusa                          | Cosimo Alemà                                |
| 2017 | L'esercito del selfie          | Gaetano Morbioli                            |
| 2018 | Bengala                        | Tania Gualeni                               |
| 2018 | Battaglia navale               | YouNuts! (Antonio Usbergo e Niccolò Celaia) |
| 2018 | Super Martina (feat. Gazzelle) | YouNuts! (Antonio Usbergo e Niccolò Celaia) |
| 2021 | Solero                         | Fabrizio Conte                              |
| 2023 | Testa x aria                   | Davide De Meo                               |
| 2025 | 1xte1xme                       | Lorenzo Mariotti                            |